# ام‌جی‌ام هلدینگز
ام‌جی‌ام هلدینگز (انگلیسی: MGM Holdings) شرکت هلدینگ آمریکایی است، که در زمینه تهیه و توزیع فیلم، برنامه‌های تلویزیونی، سرگرمی و رسانه‌های گروهی فعالیت می‌نماید.
شرکت ام‌جی‌ام هلدینگز در سال ۲۰۰۵ توسط شرکت سونی راه‌اندازی شد و در حال حاضر متعلق به کنسرسیومی مشترک از شرکت‌های سونی، تی‌پی‌جی کپیتال، کامکست، پراویدنس اکوتی و گروه کوادرنگل می‌باشد.
دفتر مرکزی این شرکت در بورلی هیلز، لس آنجلس، کالیفرنیا، ایالات متحده آمریکا قرار دارد. شرکت ام‌جی‌ام هم‌اکنون مالک شرکت‌های مترو گلدوین مایر، یونایتد آرتیستز، اوریون پیکچرز و ام‌جی‌ام رکوردز می‌باشد.